# Грузовой трамвай Москвы
Грузовой трамвай действовал в рамках московской трамвайной сети с 1915 по 1972 год.
Возникновение грузового трамвая было связано с необходимостью перевозки грузов, в основном — дров и продовольствия, во время Первой мировой войны. Первая линия грузового трамвая была проведена в мае 1915 года от вокзала Рязанско-Уральской железной дороги (ныне Павелецкого вокзала) до «Делового двора» на площади Варварских ворот. Перевозки начались в июне того же года. Был назначен тариф 2 копейки за пуд в один конец. Перевозили в магазины имущество интендантства, муку и продовольствие со складов, хлеб из пекарен. С конца августа трамвай использовался для перевозки дров на склады с железнодорожных станций; для их погрузки из старых вагонов оборудовали открытые платформы. Грузовое движение осуществлялось только ночью.
После Октябрьской революции грузовое движение заняло особо важное место: на время осеннего завоза топлива и весеннего вывоза снега и мусора пассажирское движение прерывалось. Грузовое движение, в отличие от пассажирского, при этом было практически круглогодичным с двумя вышеописанными сезонными пиками. С 1916 до 1919 года выпуск грузовых вагонов на линию вырос с 51 до 167 единиц. За один только 1918 год в грузовые были переоборудованы 15 моторных и 24 прицепных вагона. За 1919 год для грузовых перевозок было уложено около 17 км новых путей, за 1920 год — 10 км. С 1919 года организуется Бутырский грузовой парк.
С середины 1921 года объёмы перевозок стали уменьшаться в связи с переходом на автомобильный транспорт.
Новое расширение масштабов грузовых перевозок состоялось в 1930-е гг., после того, как в грузовой парк было переведено большинство грузовых поездов, ранее приписанных к разным паркам. На конец 1931 года в московском трамвае было 139 грузовых вагонов. Вагоны использовали для крупнейших строек: метрополитена и Дворца Советов, позже ВСХВ. Специально сооружённые поезда-трейлеры грузоподъёмностью 50 т использовались при транспортировке металлических ферм для строительства Крымского, Большого Краснохолмского, Большого Устьинского мостов. Были проложены линии к хлебопекарням на Валовой улице и Коровьем валу, к мельнице в Сокольниках, складам Гортопа, заводам «Станколит», «Красный пролетарий», имени Орджоникидзе, фабрикам «Свобода», «Большевик» и «Красный Октябрь».
Расцвет грузового трамвая пришёлся на годы Великой Отечественной войны, когда практически все грузовые автомобили были мобилизованы на фронт. Уже в сентябре 1941 года были экстренно построены трамвайные ветки к базам Мосгортопа и Южному речному порту. Пассажирские вагоны вновь активно переоборудовались в грузовые. С октября 1942 года грузовой трамвай работал круглосуточно. На конец того же года общая протяжённость чисто грузовых веток составляла 38 км. На 1 января 1945 г. было 112 моторных и 109 прицепных грузовых вагонов и вагонов специального назначения. Перевозки достигли 7000 тонн в день.
После окончания войны объёмы перевозок стали резко снижаться — в 1953 году они стали в 7 раз меньше, чем в 1945. За 1951 год было разобрано 9,3 км грузовых веток. Некоторое оживление произошло в 1954—1955 годах, когда было решено использовать грузовые трамваи на жилищном строительстве.
В 1960 году было ликвидировано Бутырское грузовое депо. С 1960 года перевозки с трамвая стали переводить на грузовой троллейбус. В 1956 г. на инвентаре числилось 127 грузовых вагонов, в 1960 г. — 67, в 1966 г. — 30, а в 1971 г. — всего 7 вагонов. В 1972 году грузовой трамвай был официально ликвидирован — последние 7 вагонов, использовавшиеся уже только для собственных нужд трамвайного хозяйства, были переведены из грузовых в служебные.
Сообщается о возможном возрождении грузового трамвая в Москве в отдалённой перспективе.